# Kickxia qaraica
Kickxia qaraica är en grobladsväxtart som beskrevs av David A. Sutton. Kickxia qaraica ingår i släktet spjutsporrar, och familjen grobladsväxter. Inga underarter finns listade i Catalogue of Life.